# Skvorțivka, Kahovka
Skvorțivka (în ucraineană Скворцівка) este un sat în comuna Tavrîceanka din raionul Kahovka, regiunea Herson, Ucraina.

## Demografie
Componența lingvistică a localității Skvorțivka
     Ucraineană (90,21%)
     Rusă (9,79%)
Conform recensământului din 2001, majoritatea populației localității Skvorțivka era vorbitoare de ucraineană (90,21%), existând în minoritate și vorbitori de rusă (9,79%).